# Craiova
Craiova è un municipio della Romania di 234 140 abitanti capoluogo del distretto di Dolj, ubicato nei pressi della riva sinistra del fiume Jiu nella regione storica dell'Oltenia. Dal 2009 è costituita la zona metropolitana di Craiova con 612 000 abitanti.

## Storia
Il primo documento che cita la città, con il nome di Pelendava, è la Tabula Peutingeriana richiesta dall'imperatore Caracalla. Qui venne costruito un castrum al tempo dell'imperatore Traiano, successivamente rinforzato nel periodo dell'imperatore Adriano.
Craiova fu in passato la capitale dell'Oltenia e i suoi primi bani, il massimo livello dei boiardi dello Stato della Valacchia, furono i membri della famiglia Craiovești, da cui la città prese il nome. I bani avevano il diritto di battere moneta con la loro effigie e da essi trae origine la parola romena ban (denaro).
Nel 1394 Craiova fu probabilmente la zona in cui si svolse la battaglia di Rovine, vinta dal principe di Valacchia Mircea I contro il sultano ottomano Bayezid I.
Dopo la prima metà del XVI secolo, l'area di Craiova venne considerata un importante centro economico sia per la Valacchia sia per tutta la Romania, ma conobbe una fase di declino durante l'occupazione asburgica dell'Oltenia: l'amministrazione tendeva infatti a centralizzare le principali funzioni politiche ed economiche e provocò le vibranti proteste dei boiardi locali e la crescita del movimento degli aiduchi. Nel 1761, sotto il regno del principe Costantino Mavrocordatos, i bani lasciarono Craiova per trasferirsi a Bucarest, lasciando l'amministrazione locale nelle mani dei loro sottoposti, i cosiddetti kaymakam.
Durante la Rivoluzione della Valacchia del 1821, gli abitanti dell'attuale Distretto di Dolj si unirono in massa ai Panduri di Tudor Vladimirescu, contribuendo in maniera rilevante alla spedizione contro Bucarest.
I primi decenni del XIX secolo e l'occupazione dell'Impero russo segnarono per la città un consistente sviluppo economico, grazie alla presenza di attività artigiane e commerciali importanti: all'epoca Craiova esportava grano, pelli, pellicce, animali vivi e altri prodotti sia verso l'Impero austriaco sia verso quello ottomano.
Un ulteriore progresso culturale ed economico avvenne dopo la guerra turco-russa (1877 - 1878); come conseguenza, alla fine del XIX secolo Craiova aveva circa 40 000 abitanti, aveva sviluppato l'industria tessile e altre piccole industrie e, il 26 ottobre 1896, fu la prima città alimentata da una centrale termoelettrica della Romania: la centrale forniva inizialmente elettricità a 365 punti luce in 39 strade con una rete di circa 30 km di cavi.
Nel periodo tra le due guerre mondiali, la città conobbe una industrializzazione non trascurabile, con diversi stabilimenti che occupavano oltre 100 lavoratori ciascuno: le più importanti e conosciute erano l'industria di abbigliamento Oltenia e la casa editrice Scrisul Românesc.
Dal punto di vista politico, va ricordata la firma, il 7 settembre 1940, del trattato di Craiova, imposto dalla Germania nazista, con il quale la Romania cedeva alla Bulgaria una parte della Dobrugia.
Durante il regime comunista, lo sviluppo industriale venne spinto in misura rilevante, in particolare con l'apertura di uno stabilimento automobilistico e della Electroputere, azienda tuttora esistente e privatizzata dopo la rivoluzione del 1989 che costruiva motori e trasformatori elettrici e locomotori ferroviari.
Le privatizzazioni hanno portato queste grandi aziende a un periodo di crisi, ma tutt'oggi l'industria rappresenta il 70% dell'attività economica della città.

## Monumenti e luoghi d'interesse

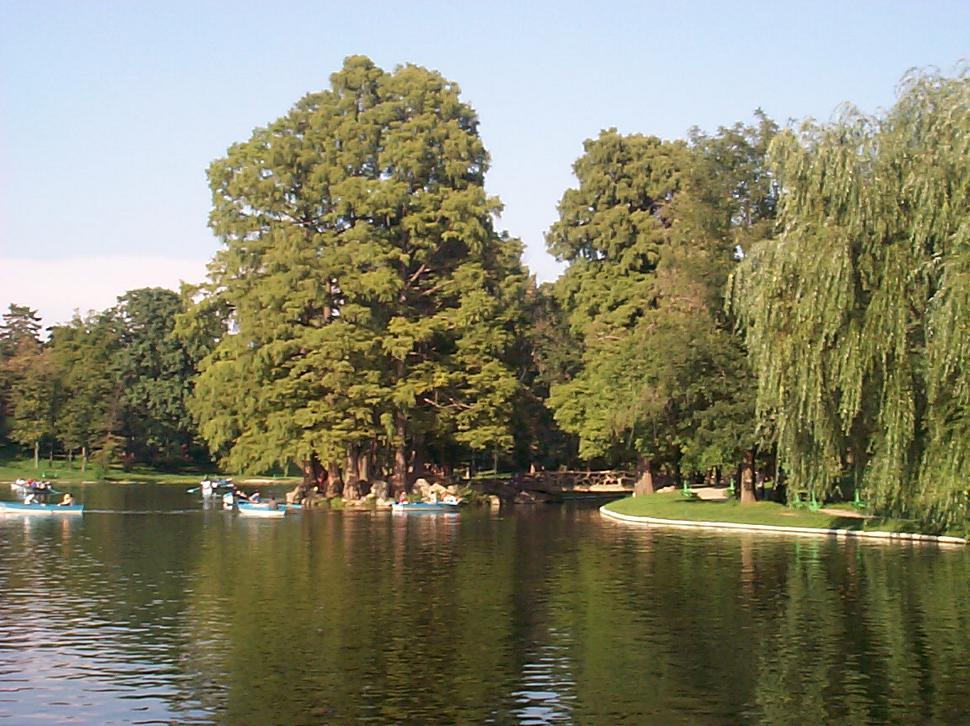
Il parco Nicolae Romanescu

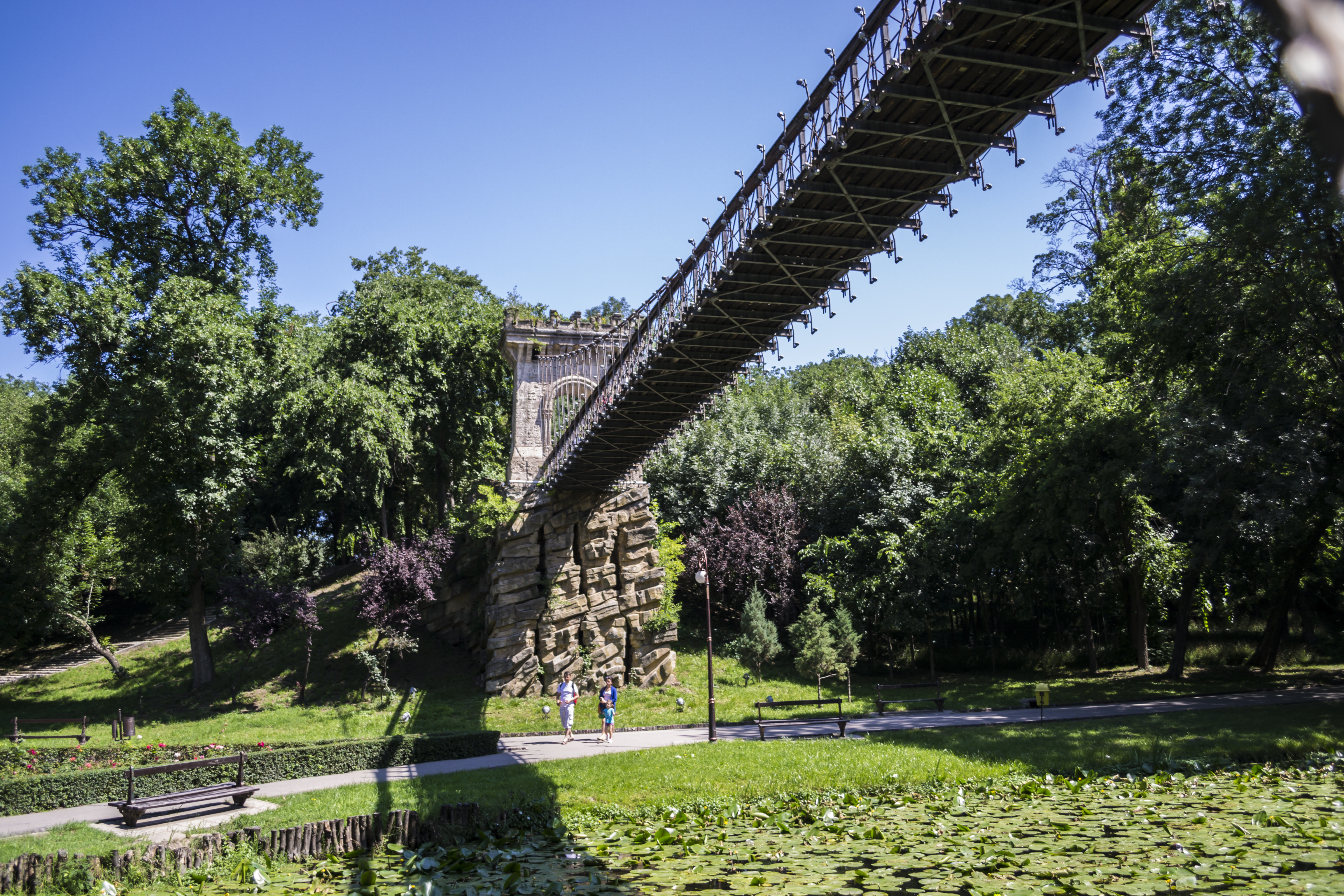
Il ponte sospeso nel parco Nicolae Romanescu

- Chiesa Madona Dudu: costruita attorno al 1750 e completamente ristrutturata nel 1844, dopo che un terremoto l'aveva seriamente danneggiata nel 1831; all'interno si trovano affreschi di Gheorghe Tattarescu.
- Chiesa di San Demetrio.
- Chiesa del Monastero di Coșuna: è l'edificio più antico della città, datato 1483.
- Palazzo dei Bani: è il più antico palazzo civile, costruito nel 1699 e oggi sede del Museo Etnografico e del folklore.
- Parco Nicolae Romanescu: dedicato al sindaco che ne volle la realizzazione e costruito tra il 1901 e il 1903 su progetto dell'architetto francese Émile Rendont.
- Orto Botanico: realizzato dallo studioso Alexandru Buia e aperto nel 1952.

## Clima
La città ha un clima continentale. È considerata la città più calda e secca della Romania, tanto che 50 km a sud si trova il Sahara Olteniei, uno dei pochi deserti dell'Europa, dove è presente anche l'unico museo della sabbia in Europa.
| Craiova             | Mesi | Mesi | Mesi | Mesi | Mesi | Mesi | Mesi | Mesi | Mesi | Mesi | Mesi | Mesi | Stagioni | Stagioni | Stagioni | Stagioni | Anno |
| Craiova             | Gen  | Feb  | Mar  | Apr  | Mag  | Giu  | Lug  | Ago  | Set  | Ott  | Nov  | Dic  | Inv      | Pri      | Est      | Aut      | Anno |
| ------------------- | ---- | ---- | ---- | ---- | ---- | ---- | ---- | ---- | ---- | ---- | ---- | ---- | -------- | -------- | -------- | -------- | ---- |
| T. max. media (°C)  | 1,8  | 4,6  | 10,6 | 17,7 | 23,3 | 26,5 | 28,8 | 28,6 | 24,8 | 17,9 | 9,8  | 3,8  | 3,4      | 17,2     | 28,0     | 17,5     | 16,5 |
| T. min. media (°C)  | −5,1 | −2,7 | 1,2  | 6,2  | 11,2 | 14,2 | 16,0 | 15,6 | 11,7 | 6,5  | 1,9  | −1,7 | −3,2     | 6,2      | 15,3     | 6,7      | 6,3  |
| Precipitazioni (mm) | 37   | 38   | 40   | 50   | 64   | 75   | 57   | 46   | 37   | 35   | 50   | 46   | 121      | 154      | 178      | 122      | 575  |

## Cultura

### Istruzione

#### Scuole

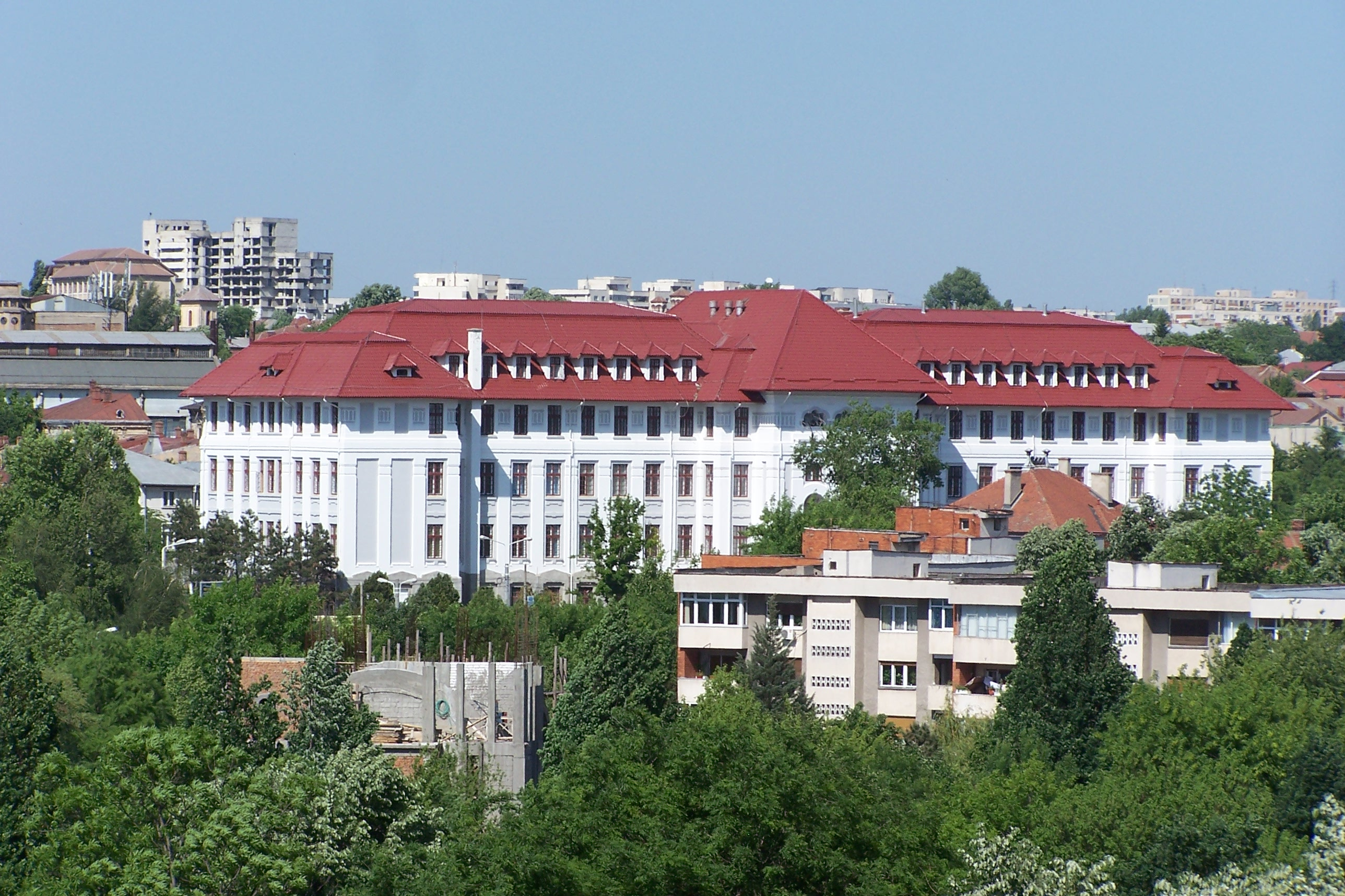
L'Istituto Universitario di Medicina e Farmacia

La scuola "Obedeanu" è la più antica istituzione scolastica non solo di Craiova, ma dell'intera regione di Oltenia. Fondata dal boiardo (boier in rumeno) Constantin Obedeanu è stata ufficializzata come scuola pubblica nella pergamena con il sigillo (hrisov domnesc) di Alexandru Ipsilanti il 26 aprile 1775.
La prima scuola superiore di Craiova venne fondata il 20 maggio 1826 da Stanciu Căpătăneanu (in qualità di ispettore scolastico, direttore e come primo insegnante) e da Grigore Pleșoianu - ex allievi di Gheorghe Lazăr e Ion Heliade Rădulescu, con il nome di Școala Națională de Limba Română (Scuola Nazionale di Lingua Romena), attualmente Collegio Nazionale Carlo I, il secondo istituto superiore della Romania dopo il Collegio Nazionale San Sava di Bucarest fondato da Gheorghe Lazăr il 6 marzo 1818.

#### Università
Oggi Craiova dispone, oltre che di diversi istituti superiori, anche di due istituzioni universitarie. La prima, chiamata semplicemente Università di Craiova (Universitatea din Craiova) sita in via A.I.Cuza n. 13 è stata fondata nel 1947. Conta più di 31 000 iscritti e offre tutti i percorsi didattici (laurea, master e dottorato) e tutte le forme di frequenza (frequenza obbligatoria, frequenza facoltativa, a distanza). È divisa in 16 facoltà e 14 scuole di dottorato, 47 corsi di laurea con 85 indirizzi di studio e 42 programmi di master con 84 specializzazioni. La seconda, Università di medicina e farmacia di Craiova (Universitatea de Medicina si Farmacie din Craiova) si trova in via Petru Rares n. 4.

### Musei
- Museo di Belle Arti: è ospitato in un edificio del 1896 progettato dall'architetto francese Paul Gottereau. La collezione del museo è composta da numerose opere di artisti romeni, ma la sua attrazione più nota è la galleria dedicata a Constantin Brâncuși, che raccoglie sei sue sculture giovanili realizzate tra il 1898 e il 1909.
- Museo etnografico e del folklore.

## Infrastrutture e trasporti

### Ferrovie
Craiova è un importante nodo ferroviario e dispone di collegamenti diretti con Bucarest e molte altre importanti città del paese.

### Autobus e tram
Il trasporto pubblico locale, gestito dalla Regia Autonomă de Transport Craiova (RAT Craiova), di proprietà dell'amministrazione municipale, comprende 3 linee di tram e 17 linee di autobus che collegano le diverse aree. La linea tramviaria principale attraversa interamente la città in direzione est-ovest, collegando le due più importanti aree industriali.

### Aeroporti
Craiova dispone inoltre di un aeroporto (IATA: CRA, ICAO: LRCV), servito principalmente da linee interne, ma collegato anche ad alcune città e capitali europee.

## Amministrazione

### Gemellaggi
Craiova è gemellata con le seguenti città:
- Kuopio
- Lione
- Nanterre
- Shiyan
- Skopje
- Vraca
- Uppsala
- Ferrara, dal 1998

## Sport

### Calcio

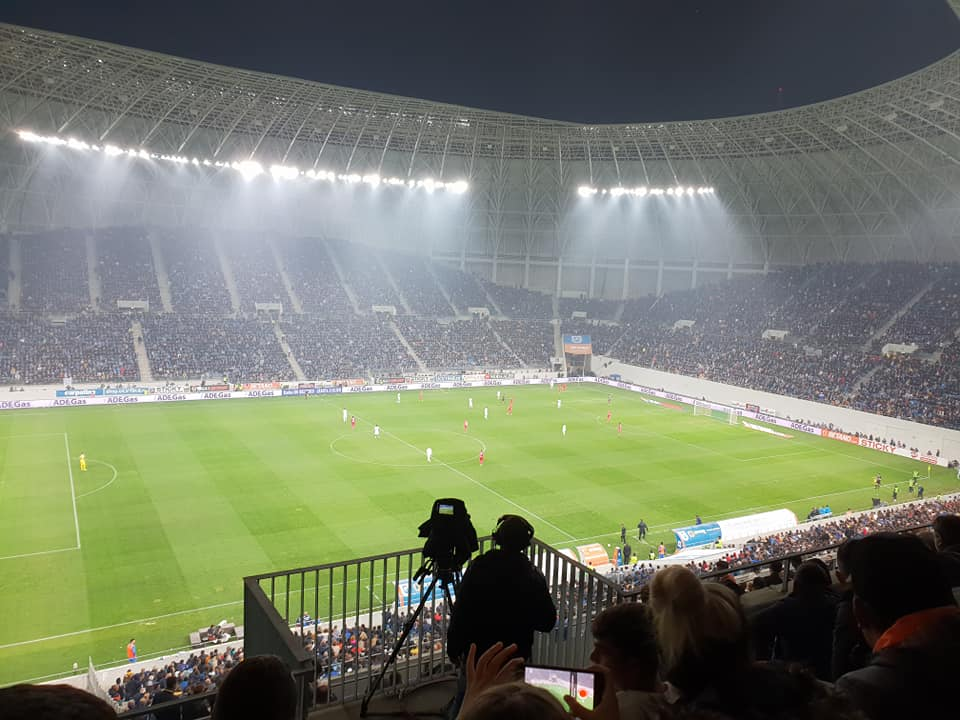
Lo stadio

La principale società sportiva della città è l'Universitatea Craiova, società calcistica che milita nella massima divisione e che vanta nel suo palmarès 4 campionati e 7 coppe nazionali.

## Galleria d'immagini

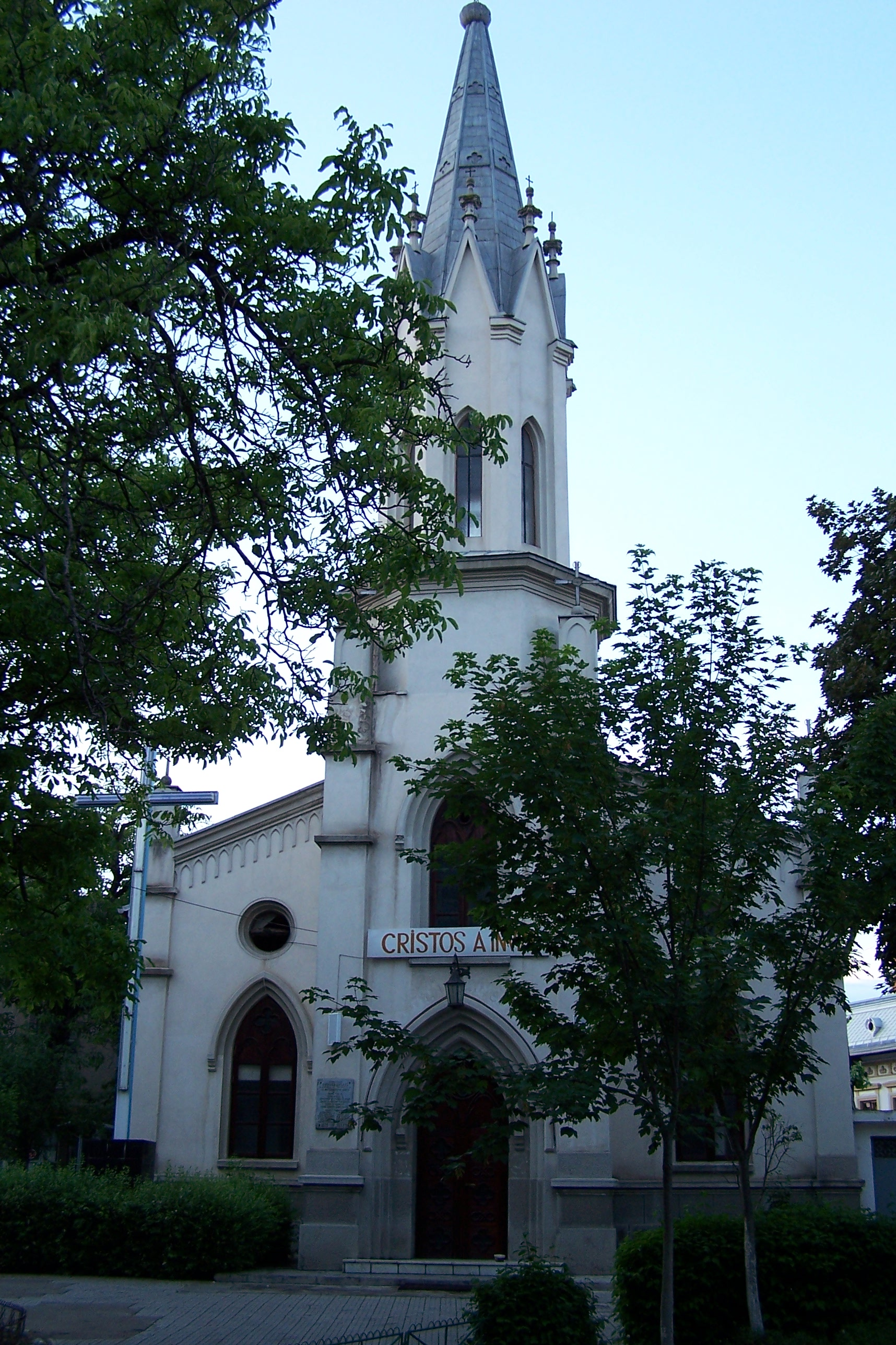
La chiesa cattolica
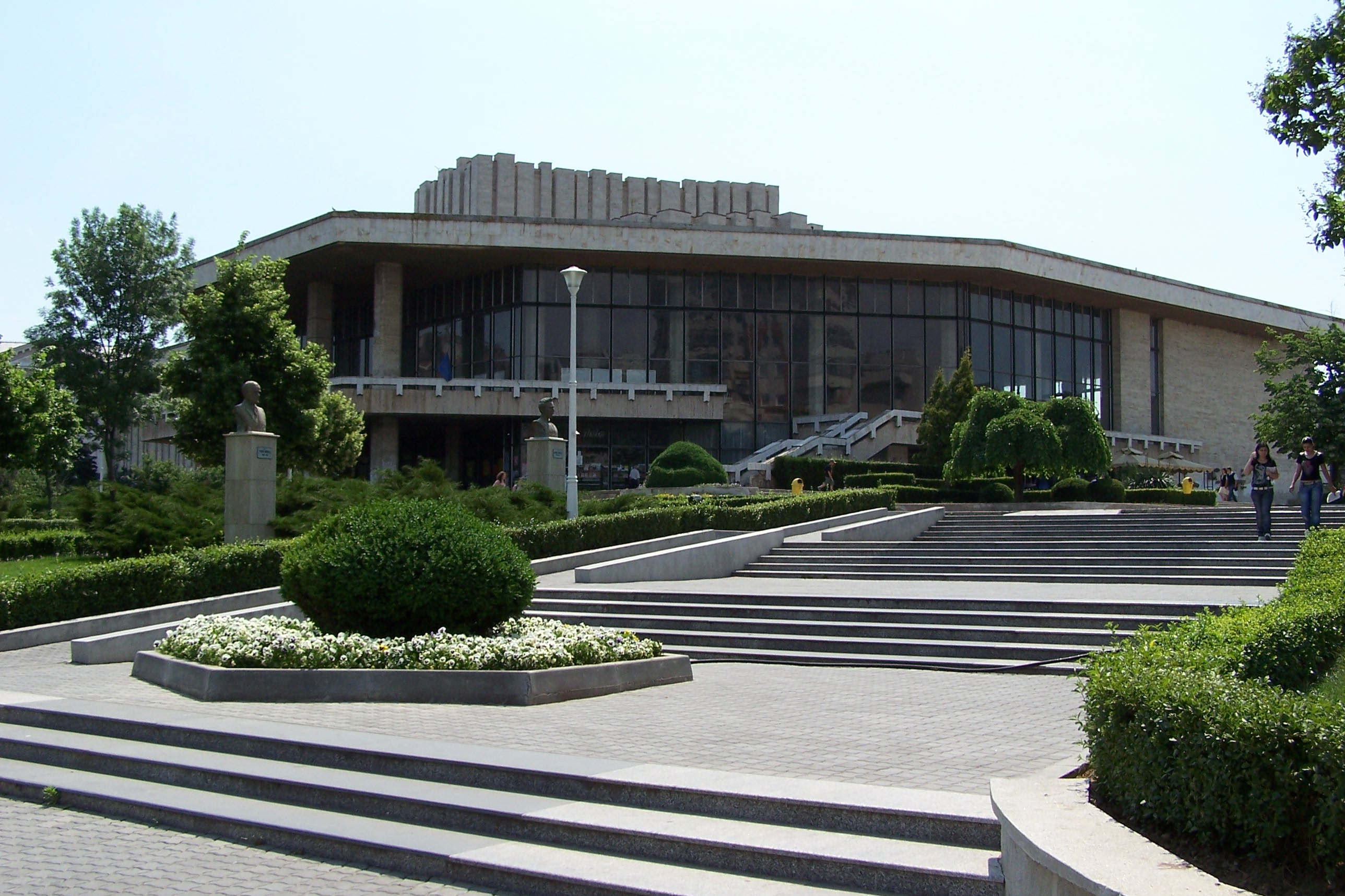
Il Teatro Nazionale
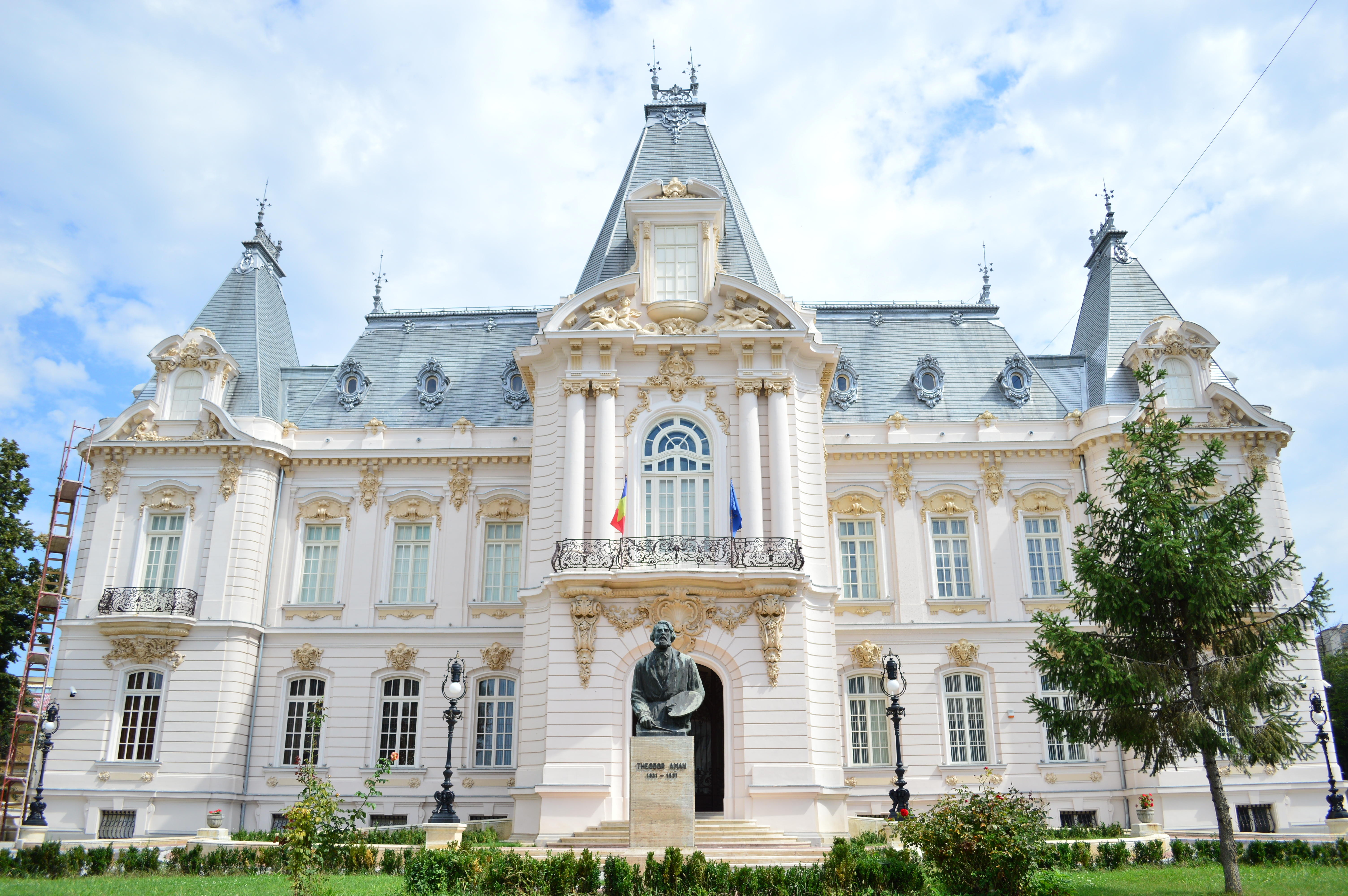
Palazzo Constantin Mihail
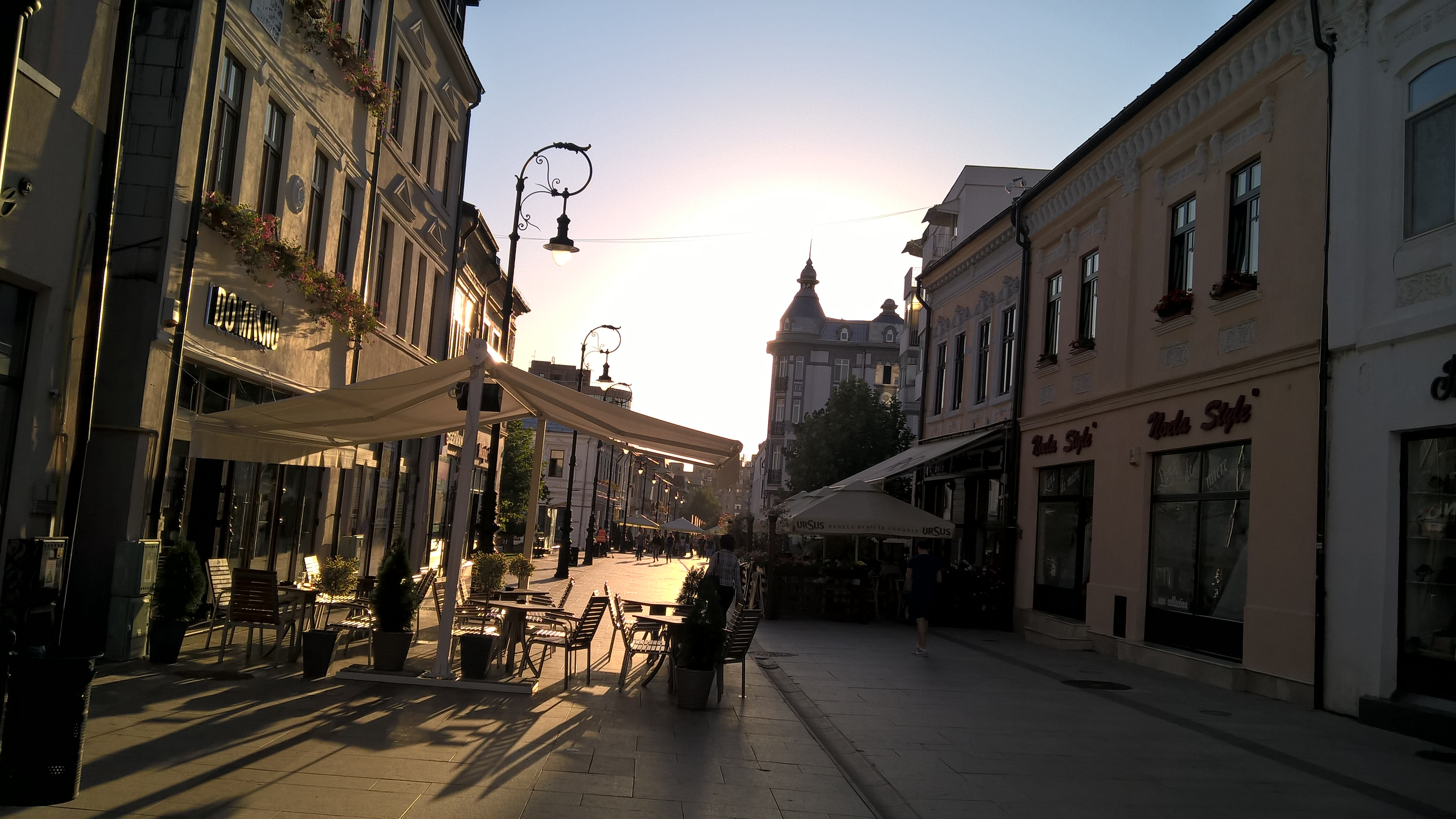
Il centro storico
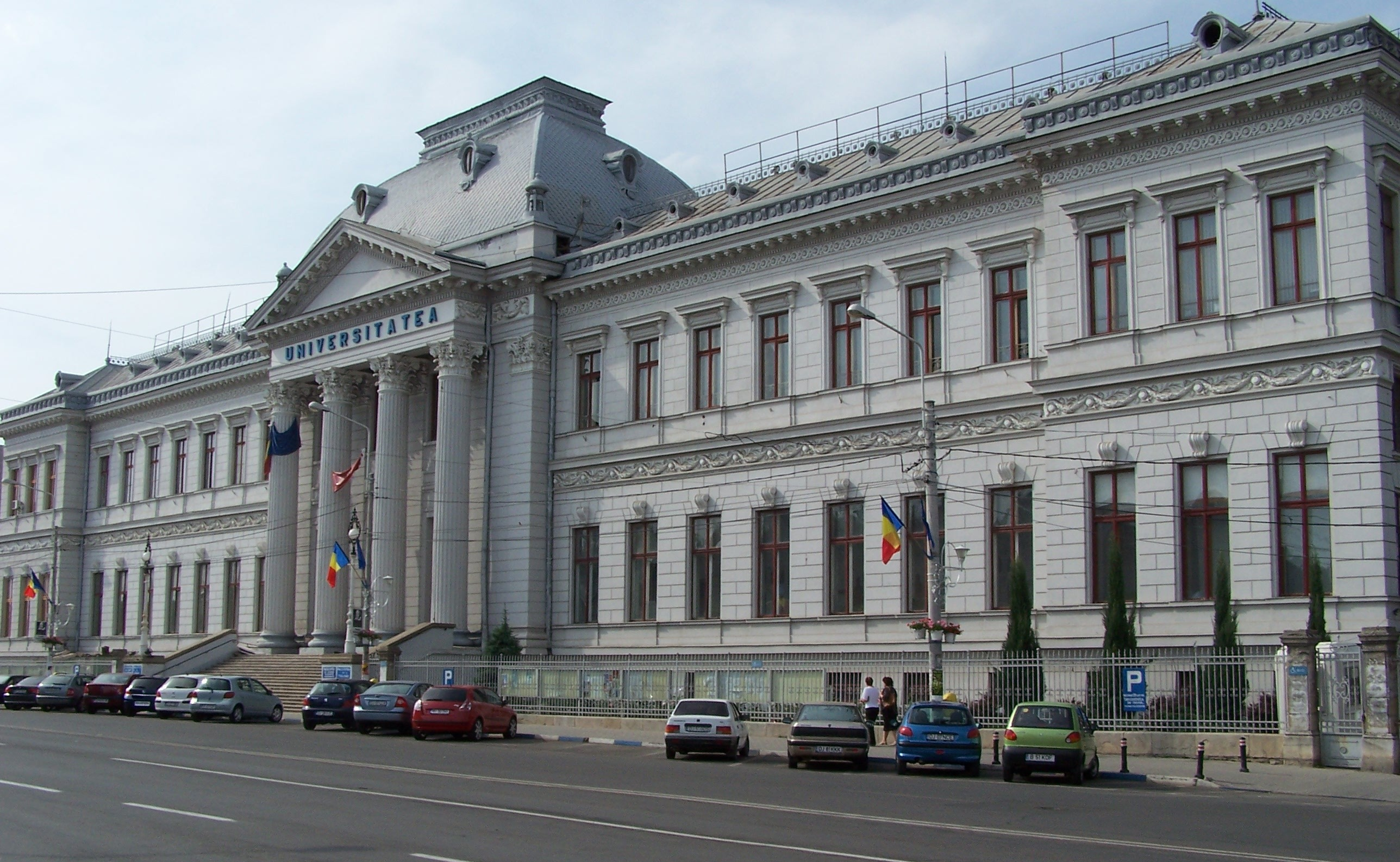
La sede dell' Università
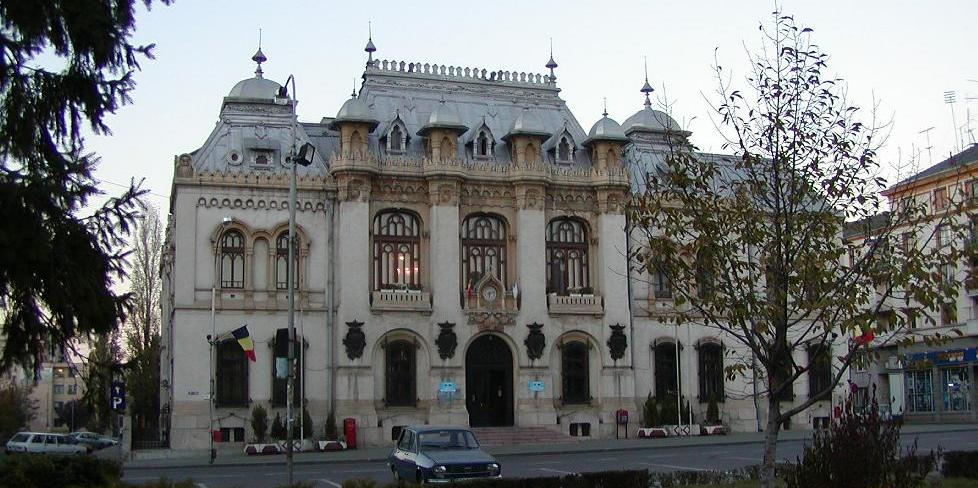
Municipio di Craiova
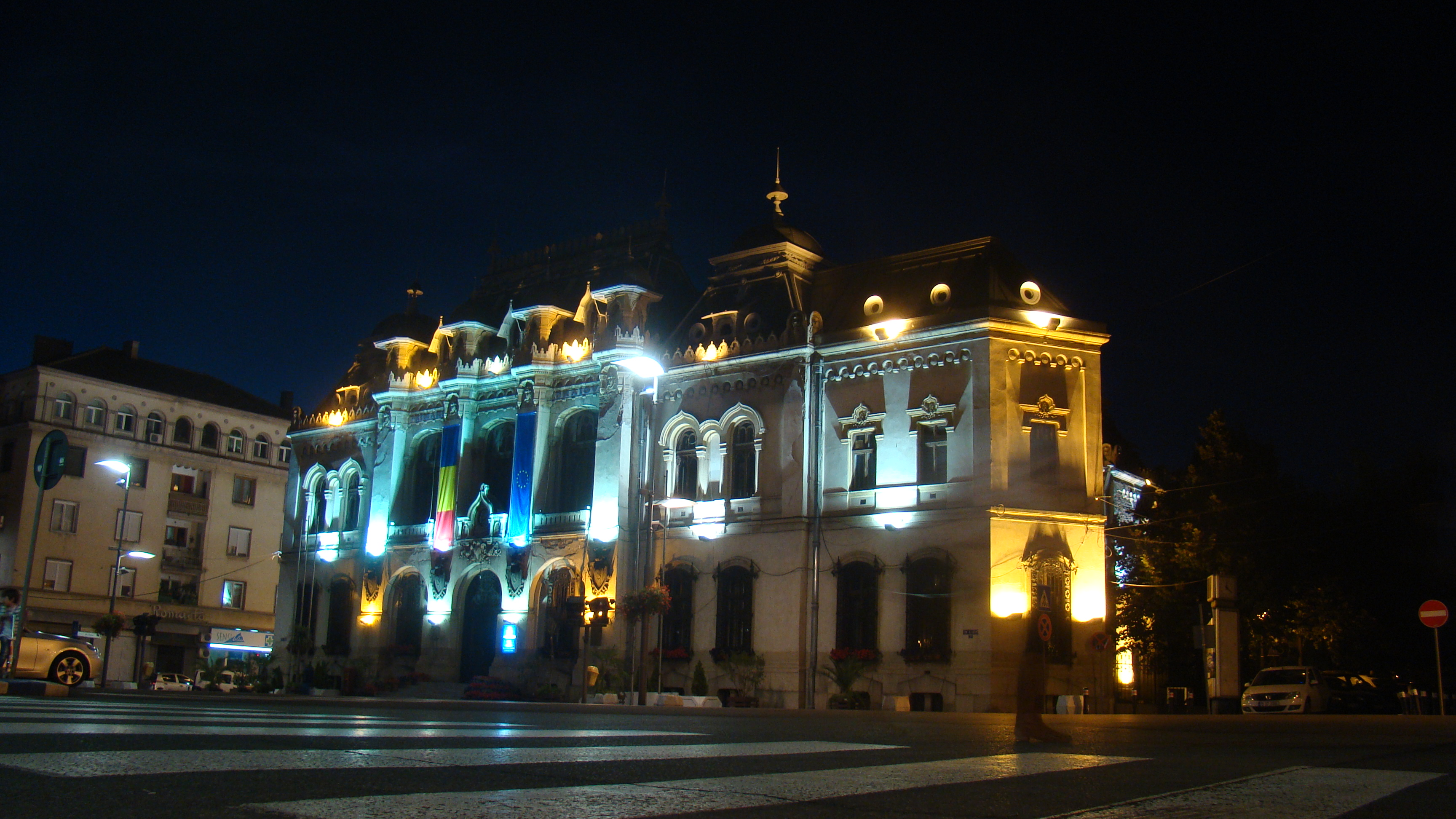
Palazzo Banca Comerțului